# Odslanjivanje vode
Odslanjivanje ili desalinacija vode postupak je djelomičnog ili potpunog uklanjanja minerala iz vode (obično morske), za dobivanje pitke vode, tehnološke vode (npr. napojne vode) ili vode za navodnjavanje te dobivanja soli kao dodatne tvari. Krajevi uz more i otoci često imaju velike poteškoće s opskrbom pitkom i tehnološkom vodom pa se zbog toga sve češće javljaju stalne ili povremene nestašice vode i sve posljedice koje iz toga proizlaze.
Odslanjivanje oceanske vode često je na Bliskom Istoku, Karibima, u SAD-u, Sjevernoj Africi, Španjolskoj, Australiji i Kini. Kuvajt se koristi odslanjenom vodom za poljoprivredu. Odslanjivanje vode rabi se i na brodovima i podmornicama te na nekim otocima. Saudijska Arabija ima udio od 24 % ovako proizvedene pitke vode u svijetu. Najveće svjetsko postrojenje Jebel Ali Desalination Plant u Ujedinjenim Arapskim Emiratima proizvodi 300 milijuna kubičnih metara vode godišnje. Prednosti su velika dostupnost sirovine (morska voda), dok je nedostatak to što je odslanjivanje vode vrlo skupo u usporedbi s drugim izvorima slatke vode jer zahtijeva veliki utrošak energije i skupu opremu.  

## Ukupne otopljene tvari ili TDS
Ukupne otopljene tvari ili TDS (engl. Total Dissolved Solids) izraz je koji se koristi za opis količine anorganskih soli i manjih količina organskih tvari koje su prisutne i otopljene u vodi. Mjerna jedinica je miligram na litru (mg/l). Glavninu soli čine kationi kalcija, magnezija, natrija i kalija te anioni karbonata, hidrogenkarbonata, klorida, sulfata i nitrata. Otopljene tvari u vodi mogu utjecati na njen okus. Na temelju izmjerenih vrijednosti ocjenjuje se ukusnost vode za piće.
| Ukusnost vode  | Ukupne otopljene tvari ili TDS (mg/l) |
| -------------- | ------------------------------------- |
| Odlična        | < 300                                 |
| Dobra          | 300 – 600                             |
| Dovoljna       | 600 – 900                             |
| Loša           | 900 – 1200                            |
| Neprihvatljiva | > 1200                                |

## Električna vodljivost
Električna vodljivost vode je sposobnost vode da provodi električnu energiju. Ta sposobnost ovisi o prisutnosti iona, o njihovoj ukupnoj koncentraciji, o pokretljivosti i valenciji iona i o temperaturi mjerenja. Otopine većine anorganskih spojeva relativno su dobri vodići. Nasuprot tome molekule organskih spojeva, koje se ne razlažu u vodenoj otopini, električnu struju provode vrlo slabo (ako je uopće provode).
Jedinica mjere elektrovodljivosti je mikrosimens po centimetru (mS/cm), što je obrnuta vrijednost jedinici električnog otpora, mikroomu po centimetru, tj.: 1 S/cm = 1/(1 om/cm). Izmjerenom vrijednošću električne vodljivosti možemo procijeniti stupanj mineralizacije vode i tako ocijeniti o kojoj je vrsti vode riječ.
| Vrsta vode                              | Električna vodljivost (mS/cm) |
| --------------------------------------- | ----------------------------- |
| Jako čista voda (demineralizirana voda) | < 0,05                        |
| Pitka voda                              | < 1 000                       |
| Mineralna voda                          | 1 000 – 3 000                 |
| Bočata voda                             | > 1 000                       |
| Morska voda                             | > 50 000                      |

## Prerada pitke vode odslanjivanjem
Prerade pitke vode odslanjivanjem ima sljedeće korake:
- prva analiza vode
- predobrada: flokulacija, filtracija, doziranje
- odslanjivanje vode ili desalinacija
- naknadna obrada: kloriranje, te korekcija pH vrijednosti.

## Podjela postupaka odslanjivanja vode
Postupke odslanjivanja vode možemo podijeliti na toplinske postupke (destilacija, sunčeva destilacija) i membranske postupke (povratna osmoza, ionska izmjena). 

### Destilacija
Destilacija je tradicionalan način odslanjivanja vode. To je odjeljivanje sastojaka na osnovu različitog vrelišta. Vakuum destilacija provodi se na nižim temperaturama od 100 ºC, pa se postiže ušteda energije. Postoje 4 vrste destilacije:
- isparavanje povezano s kondenzacijom
- višefazna (frakcijska) destilacija u kojoj se odvaja destilat u različitim temperaturnim područjima
- višestruka destilacija (destilira se više puta)
- kompresijska destilacija (pri povišenom tlaku).

### Sunčeva destilacija
Sunčeva destilacija je samokontrolirajući prirodni kružni proces (najučinkovitija potrošnja energije). Za ovaj postupak nije potrebna prethodna obrada vode. Dobivena voda potpuno je čista, ne sadrži nikakve čestice ni mikroorganizme. Postupak radi i za vode s visokom koncentracijom soli. Radi se na relativno niskoj temperaturi od 85°C. Unutar sunčevih destilacijskih komora nema pokretnih dijelova, pa je ugradnja brza i održavanje jednostavno. Nedostatak sunčeve destilacije je skupo ulaganje jer su svi dijelovi sustava koji dolaze u dodir sa slanom vodom izrađeni od materijala otpornih na koroziju. Sunčeva destilacija ovisi o gustoći sunčeve energije i proizvodnja je nestalna, te time pogodna samo za male potrošače. 

### Povratna osmoza
Povratna osmoza je metoda koja služi za dobivanje pitke vode iz slane vode. Postupak koristi polupropusnu membranu kroz koju prolazi čista voda a zaostaju soli. Tlak slane vode mora biti oko 25 bar, što ovu metodu čini skupom za proizvodnju većih količina svježe vode. Kloridi, amonijak i ugljikov dioksid su male molekule pa prolaze polupropusnu membranu, te ih treba naknadno ukloniti aktivnim ugljenom. Neke bakterije i virusi takoder prolaze polupropusnu membranu, pa i njih treba dezinficirati (kloriranje, ozon, UV svjetiljka, sunčeva dezinfekcija).
Povratna osmoza ili reverzna osmoza je skoro savršen proces filtriranja vode. Ovaj proces omogućuje odstranjivanje najsitnijih čestica iz vode. Povratna osmoza se koristi za pročišćavanje vode i odstranjivanje neorganskih minerala, soli i ostalih nečistoća u cilju poboljšanja izgleda, ukusa i ostalih svojstava vode. Tako se dobiva kvalitet voda za piće koji zadovoljava sve standarde voda za piće. Nakon poznatih načina prečišćavanje vode industrijskom filtracijom (gradski vodovod i tvornice), prokuhavanjem i kloriranjem, došlo se do tehnički skoro savršenog načina filtriranja vode, koji gotovo od svake zagađene vode može načiniti zdravu pitku voda. Osmotske membrane koje se koriste u ovom postupku imaju toliko sitne otvore da kroz njih mogu proći gotovo samo molekule čiste vode, a sve nečistoće ostaju na membrani i izbacuju se preko odvoda kao tehnička otpadna voda. Ovakvim načinom filtracije vode dobiva se voda za piće visoke kvalitete, koja se može koristiti i u medicinske svrhe (voda za bebe).
Osmoza je prirodan postupak koji je izvediv i u obrnutom pravcu. Na solnu otopinu djelujemo s tlakom viših od osmoznog, te iz otopine soli kroz membranu prolazi čista voda. Otopljene soli i primjese kao koloidi, bakterije,virusi i sl. ostaju u otopini, a na drugoj strani membrane dobijemo čistu vodu. Povratna osmoza je postupak odvajanja otopljenih tvari od otapala (vode). Sam postupak dobivanja vode,kojoj oduzmemo do 99% nepoželjnih nečistoća, dobijemo na način da vodu pod višim tlakom usmjerimo na membranu, gdje se odvaja čista voda od kontaminata.

### Ionska izmjena
Ionska izmjena je postupak koji uključuje upotrebu ionskih izmjenjivača koji mogu vezati ione iz otopine, a otpuštati jednaku (ekvivalentnu) količinu vlastitih iona. Ionski izmjenjivači su uglavnom visokopolimerni spojevi (postoje i mineralni) koji imaju svojstvo da vežu ione iz otopine, a pri tome oslobađaju jednaku količinu istoimeno nabijenih iona. Ion ionske smole sadrži različite kopolimere čvrsto vezane u trodimenzionalanu strukturu na koju su pričvršćene ionske skupine. Ovisno o strukturi imamo kationske i anionske izmjenjivače. Upotrebljavaju se za prečišćavanje različitih otopina, lijekova, omekšavanje ili demineraliziranje vode i drugo.
Ionska izmjena je postupak pri kojem se koristi sposobnost određenih tvari da ione iz vlastite molekule zamijene za ione iz kapljevine. Ionski izmjenjivači su netopive visokomolekularne tvari (ionske smole), s pozitivnim ili negativnim nabojem, koje ione izmjenjuju bez vidljivih fizičkih promjena. Prema kemijskom sastavu ionski izmjenjivači mogu biti anorganski ili organski, te prirodni ili sintetski. S obzirom na ulogu dijele se na kationske ili anionske ionske izmjenjivače. Vanjski oblik ionske smole je različit, pa mogu biti u obliku cijevi, kuglica, vlakana ili membrane. Različiti zahtjevi pročišćavanja otpadne vode primjenom ionske izmjene pri uklanjanju neželjenih iona iz vode mogu se postići primjenom samo jedne vrste ionske smole ili kombinacijom više njih.
Prirodni anorganski alumosilikatni izmjenjivači su gline (npr. montmorilonit) i zeoliti (npr. analcit, kabazit), a sintetski gel permutiti (za omekšavanje vode). Prirodni organski izmjenjivači su npr. ugljeni i celuloza, koja je hidrofilne i porozne naravi, pa je izmjena iona brza. Ona može biti neobrađena ili obrađena uvođenjem izmjenjivačkih skupina. U modernoj laboratorijskoj praksi prirodni ionski izmjenjivači zamijenjeni su sintetskim produktima, ionskim smolama koje datiraju negdje od polovice 20. stoljeća. Važni su i sintetski gel izmjenjivači dobiveni iz poprečno vezanog dekstrana (Sephadex) ili poliakrilamida (Bio-Gel). To su i molekularna sita. Svi navedeni ionsko-izmjenjivački materijali netopljivi su u vodi, ali mogu izmjenjivati vlastite pokretljive protuione s ionima iz okolnog medija, npr. iz morske vode koja sadrži oko 0,7 mol/dm3 elektrolita.